# Ricky Bochem
Ricky Bochem (Nijmegen, 18 oktober 1982) is een Nederlands voormalig profvoetballer die als middenvelder speelde. Hij debuteerde bij Vitesse en speelde ook voor Helmond Sport. Zijn laatste club was De Treffers. Bochem studeerde in China en werd acupuncturist.

## Carrière
| seizoen | club          | competitie     | wed. | goals |
| ------- | ------------- | -------------- | ---- | ----- |
| 2002/03 | Vitesse       | Eredivisie     | 3    | 0     |
| 2003/04 | Vitesse       | Eredivisie     | 16   | 1     |
| 2004/05 | Helmond Sport | Eerste divisie | 17   | 1     |
| 2005/06 | Helmond Sport | Eerste divisie | 23   | 0     |
| 2006/07 | Helmond Sport | Eerste divisie | 17   | 0     |